# Колридж, Уильям, 5-й барон Колридж
Майор Уильям Дьюк Колридж, 5-й барон Колридж (англ. William Duke Coleridge, 5th Baron Coleridge; родился 18 июня 1937 года) — наследственный пэр, живущий в Оттери-Сент-Мэри в Девоне, Англия.

## Биография
Родился 18 июня 1937 года. Старший сын капитана ВМФ Ричарда Дьюка Колриджа, 4-го барона Колриджа (1905—1984), и Сесилии Розамунд Фишер (1909—1991).
Он получил образование в Итонском колледже в Беркшире, Англия, и в Королевской военной академии Сандхерст в Беркшире. Он служил офицером в Колдстримской гвардии в Кении с 1961 по 1963 год. Лорд Колридж был командиром гвардейской отдельной парашютной роты с 1970 по 1972 год. Он был губернатором Королевской школы для глухих Западной Англии. Он ушел в отставку из британской армии в звании майора в 1977 году. Он унаследовал титул 5-го барона Кольриджа из Оттери Сент-Мэри в 1984 году после смерти своего отца, 4-го барона Колриджа.

## Браки и дети
17 февраля 1962 года Уильям Колридж первым браком женился на Эверильд Тани Хэмбро (1941—2003), дочери подполковника Бошана Хэмбро. У супругов было трое детей:
- Достопочтенная Таня Розамунд Колридж[англ.] (род. 22 января 1966), модель и актриса. Вышла замуж за Уильяма Джорджа Харкорт-Куза, от брака с которым у неё трое детей
- Достопочтенный Джеймс Дьюк Колридж (род. 5 июня 1967), наследник титула.
- Достопочтенная София Тамсин Колридж (род. 9 ноября 1970), муж с 2000 года Джулиан Стивенсон (род. 1969).

Брак был расторгнут в 1977 году. Позже в том же году он женился на медсестре и исследователе Памеле Бейкер (24 июля 1947 — 12 августа 2018), дочери Джорджа Уильяма Бейкера. У него двое детей от этого второго брака :
- Достопочтенная Ванесса Лейла Колридж (род. 1978)
- Достопочтенная Кэтрин Сюзанна Колридж (род. 1981)

Леди Памела Кольридж умерла 12 августа 2018 года. Он женился в третий раз 15 сентября 2020 года. Его третья жена Розмари, виконтесса Эксмут, 78 лет. Это её третий брак.
Родовым домом является Чантерс-хаус в Оттери-Сент-Мэри в Девоне. Барон Колридж был последним членом семьи, жившим в Чантерс-хаусе, потому что растущие расходы на содержание имущества заставили семейный фонд в октябре 2006 года выставить родовой дом и другое имущество на аукцион . В 1999 году Лорд Колридж попытался сдать в аренду часть фамильного поместья, чтобы собрать деньги и предотвратить продажу.